# Andrate
Andrate is een gemeente in de Italiaanse provincie Turijn (regio Piëmont) en telt 487 inwoners (31-12-2004). De oppervlakte bedraagt 9,3 km², de bevolkingsdichtheid is 52 inwoners per km².

## Demografie
Andrate telt ongeveer 259 huishoudens. Het aantal inwoners steeg in de periode 1991-2001 met 1,5% volgens cijfers uit de tienjaarlijkse volkstellingen van ISTAT.
| Jaar | Inwoneraantal |
| ---- | ------------- |
| 1991 | 469           |
| 2001 | 476           |

## Geografie
De gemeente ligt op ongeveer 820 m boven zeeniveau.
Andrate grenst aan de volgende gemeenten: Settimo Vittone, Donato (BI), Nomaglio, Borgofranco d'Ivrea, Chiaverano.
1. ↑  https://demo.istat.it/?l=it.